# 十八烷基三甲氧基硅烷
十八烷基三甲氧基硅烷（OTMS）是一种有机硅化合物，用于制备疏水性涂料和自组装单层膜，遇水则不可逆地降解为硅氧烷聚合物
。其氧化物表面有一层十八烷基硅烷的“帽子”，形成分子膜后可以将亲水表面转换为疏水表面，可用于纳米技术和分析化学的某些领域。